# Sådan er det bare
Sådan er det bare ... er titlen på Danser med Drenges 9. album, som blev udsendt på CD + DVD i marts 2008 af selskaberne Glad Grammofon og Recart Music.
Det var DmDs første studiealbum med nye sange siden Som regel er vi glade i 2003. Albummet lå øverst på hitlisten straks efter udgivelsen, og opnåede platinstatus for 30.000 solgte eks.
Albummet er et af de mere kontante og jordnære DmD-album, hvilket afspejles i teksterne, der rummer flere politiske frihedsbudskaber. Det gælder f.eks. anti-propagandasangen "Intet at frygte", og protestsangen "I en biograf nær ved dig", samt den truende hymne om godhedstyranniet, "Vi er de gode", der blev uropført på video ved en sundhedskonference på Christiansborg i 2012.
Frihedsbudskaberne blev bemærket af netavisen 180graders daværende redaktør, nuværende folketingsmedlem Ole Birk Olesen, som skrev: Friheden sælger! Dansk popband opfordrer os til at trodse klimaalarmisterne. DmD-teksterne blev dog også kritiserede af Berlingskes anmelder i Aftenshowet for ind imellem at være 'smålumre' og med for mange hjerte/smerte rim.
Albummet fik generelt gode anmeldelser. Henning Høeg gav 4 stjerner i BT, mens Ove Nørhave i Nordjyske gav 5 ud af 6 stjerner. I Jydske Vestkysten gav Steen Rasmussen 4 stjerner 
Flere af albummets sange har haft fast plads i DmDs live-program, bl.a. reggaesangen "Sådan er historien", og latino-balladen "Griber du mig når jeg falder?".

## Tracks
1. "Oberstindens ouverture" - (Kjellerup, Bolvig) [1:12]
2. "Intet at frygte" - (Kjellerup, Trier) [3:46]
3. "Gå din egen vej" - (Stanley, Kjellerup) [4:39]
4. "Sådan er historien" - (Kjellerup) [4:04]
5. "I en biograf nær ved dig" - (Kjellerup, Trier) [3:11]
6. "Jeg kommer igen" - (Kjellerup) [4:31]
7. "Ud og flytte bjerge" - (Kjellerup, Trier) [3:26]
8. "Griber du mig når jeg falder?" - (Kjellerup, Bolvig) [5:13]
9. "Vi er de gode" - (Kjellerup, Trier) [6:00]
10. "Hvis du kan høre mig" - (Stanley, Kjellerup, Anne Linnet) [4:20] - coverversion fra Lis Sørensen, Hjerternes sang, 1989
11. "Mor jer nu godt" - (Kjellerup, Bolvig) [3:25]

## Medvirkende
Musikere (band)
- Rie Rasmussen (vokal)
- Klaus Kjellerup (bas, guitar, keyboards, kor)
- Steffen Qwist (lead guitar)
- Henrik Stanley Møller (keyboards, kor)
- Morten Bolvig (flygel, orgel, lydeffekter)
- Kasper Langkjær (trommer)

Gæster
- Jens Haack (saxofon)
- Rune Haarder Olesen (percussion)
- Christina Boelskifte, Julie Lindell, Susanne Ørum, Nina Luna Eriksen, Sarah Moshage, Jacob Asmussen (kor)
- Jan Glæsel, Niels Harrit, Nils Landgren (blæsersample)